# 金雅拓
金雅拓（Gemalto）是一家國際數碼安全公司，總部位於阿姆斯特丹，提供軟件應用程序和個人安全設備的服務。這家公司是世界最大的SIM卡製造企業。

## 历史
金雅拓創建於2006年6月，由兩家公司合併而成。2015年，金雅拓收入31.22億歐元。金雅拓在阿姆斯特丹證券交易所和巴黎證券交易所上市。
2017年12月17日泰雷兹集团同意以每股51歐元（帶股息）全現金收購金雅拓所有流通普通股，收購價為47.6億歐元（約56億美元），金雅拓將成為泰雷兹集团全球7大業務部門之一，但以自有品牌運營。

## 腐敗
2023 年 2 月，金雅拓因涉及非洲大陸六個國家的十幾個政府合同而受到“腐敗”和“犯罪團伙”的司法調查。 （页面存档备份，存于）.

## 外部連結
- 官方网站
- Gemalto Developer Network （页面存档备份，存于）